# Les Pèlerins de Rayne
Pour les articles homonymes, voir Rayne.
Les Pèlerins de Rayne (titre original : The Pilgrims of Rayne) est le huitième tome de la série à succès Bobby Pendragon écrite par D. J. MacHale.

## Résumé
L'histoire se passe sur Ibara.
Bobby Pendragon arrive sur une ile paradisiaque où rien n'a l'air de déranger la population. Cependant, sa sortie du flume vire à la catastrophe. Il est blessé et s'évanouit. Amené au village Rayne par des pêcheurs, il est soigné par une infirmière Telleo. Il se remet vite et découvre le problème d'Ibara. C'est un étranger, et il encourt la peine de mort.
Ce sont ses alliés qui veulent le tuer avant même qu'il ait eu le temps de sortir le pied de l'infirmerie.
Il apprend que c'est un tribunal qui dirige l'ile d'une main de fer, empêchant tous les contacts avec l'extérieur. Bobby rejoint les jakill. C'est un petit groupe d'enfants qui est mené par le nouveau voyageur Siry. Ce groupe veut découvrir ce que cache le tribunal aux habitants. Et pour cela, ils sont prêts à voler un bateau.